# Juillet 1919

## Événements
- Juillet - septembre : Mustafa Kemal organise la réunion de congrès nationaux à Erzurum (juillet) et à Sivas (4 septembre) où sont posés en principe l’intégrité des territoires peuplés majoritairement de Turcs et envisagé la création d’un gouvernement populaire.

- 1er juillet : inauguration de l’aéroport d’« Hounslow Heath » à Londres.

- 2 au 6 juillet : première traversée de l’Atlantique Nord par un dirigeable. L’équipage britannique du « R. 34 » relie Fortune (Écosse) à Mineola (Long Island, É.-U.) en 108 heures et 12 minutes. Voyage retour entre le 10 et le 13 juillet en 75 heures et 2 minutes.

- 4 juillet : Augusto Bernardino Leguía est porté au pouvoir au Pérou à la suite d’une campagne populiste. Son régime devient rapidement dictatorial et doit affronter la contestation étudiante. Retour au militarisme (Oncenio, 1919-1930). Leguía promulgue une nouvelle Constitution en 1920.

- 5 juillet[1] : à Constantinople, les dirigeants Jeunes-Turcs Talaat Pacha, Enver Pacha, Djemal Pacha et le docteur Nazim  sont condamnés à mort par contumace par la cour martiale pour leur responsabilité dans le massacre des Arméniens.

- 10 juillet : le Cameroun et le Togo passent sous mandat britannique et français.

- 12 juillet, France : réforme électorale : adoption du système mixte majoritaire-proportionnel

- 13 juillet : première liaison par la compagnie aérienne Latécoère entre Toulouse (France) et Casablanca (Maroc).

- 14 juillet, France : défilé de la Victoire.

- 18 juillet : la première femme pilote, la baronne Raymonde de Laroche, se tue près du Crotoy.

- 20 juillet : l’armée rouge hongroise lance une offensive contre les Roumains mais est écrasée à Kisújszállás le 24 juillet.

- 21 juillet : fondation de la compagnie néerlandaise de construction d’avions : Fokker.

- 27 juillet, France : loi Astier, créant des cours professionnels (14-18 ans) et des écoles d'enseignement technique.

- 31 juillet :
  - France : création de la Confédération générale du patronat français.
  - Allemagne : l’Assemblée nationale adopte la constitution de Weimar : le chancelier du Reich et le gouvernement du Reich seront responsables devant le Reichstag, élu pour quatre ans au suffrage universel et qui peut être dissout par le président du Reich (élu pour 7 ans). Le Reichsrat, formé des représentants des différents Länder, remplace le Bundesrat mais voit sa compétence réduite (pouvoir suspensif). Le Reich comprend 17 Länder au lieu de 25, à la suite de la fusion de sept principautés en un État de Thuringe. Le pouvoir fédéral est renforcé (perception de presque tous les impôts).
  - Démission du Gouvernement des Conseils en Hongrie. Béla Kun s’exile à  Vienne.

## Naissances
- 5 juillet : Gordon Towers, lieutenant-gouverneur de l'Alberta († 8 juin 1999).
- 10 juillet : 
  - Albert Caraco, philosophe français († 7 septembre 1971).
  - Pierre Gamarra, écrivain français († 20 mai 2009)
- 11 juillet : Henri Fenet, commandant SS français († 14 septembre 2002).
- 14 juillet : Lino Ventura, acteur franco-italien († 22 octobre 1987).
- 17 juillet : Paddy Hemingway, pilote de chasse irlandais († 17 mars 2025).
- 19 juillet : Robert Pinget, écrivain français d'origine suisse ( 25 août 1997).
- 20 juillet : Sir Edmund Hillary, alpiniste néo-zélandais († 11 janvier 2008).
- 26 juillet : 
  - Angelo Felici, cardinal italien, nonce apostolique en France de 1979 à 1988 († 17 juin 2007).
  - James Lovelock, chimiste britannique († 26 juillet 2022).
- 29 juillet : Gilbert Duchêne, évêque catholique français, évêque émérite de Saint-Claude († 29 novembre 2009).
- 30 juillet : Michel Gartner, résistant français du réseau Alliance pendant la Seconde Guerre mondiale († 30 novembre 1944).
- 31 juillet :
  - Maurice Boitel, peintre français († 17 juin 2007).
  - Primo Levi chimiste et écrivain italien ( 11 avril 1987).
  - Henri-François Rey, écrivain français ( 22 juillet 1987).

## Décès
- 12 juillet : Désiré Maroille, homme politique belge (º 23 novembre 1862).
- 27 juillet :
  - Adelina Patti, chanteuse d'opéra (soprano colorature) italienne. (° 10 février 1843).
  - Charles Conrad Abbott, archéologue et naturaliste américain (° 4 juin 1843).
- 29 juillet : Frederick Peters, premier ministre de l'Île-du-Prince-Édouard (º 8 avril 1851).